# Федоров Геннадій Олександрович
Федоров Геннадій Олександрович (комі Педь Гень; 5 (18) серпня 1909 — 1991) — комі письменник і перекладач.

## Біографія
Народився в селі Троїцько-Печорський (нині Республіка Комі) в родині сільського вчителя. У 1940 році закінчив Літературний інститут імені Горького в Москві. Брав участь у Великій Вітчизняній війні. У 1947—1958 і 1964—1971 роках очолював Комі республіканську організацію письменників.
Перші твори Федорова були опубліковані в 1928 році. Його перу належить одна з перших в комі літературі повістей: «Сільський ранок» («Сикста асив») про колективізацію (видана в 1932 році). У 1950-1960-і роки він написав роман «На світанку» («Кыа петігӧн», в російському перекладі «Коли настає світанок», про героїню Громадянської війни Домни Калікову), повісті «В дні війни» («Война лунъясӧ»), «Марійка», п'єса «В тайзі». Також Федоровим були переведені на комі мову ряд творів О. С. Пушкіна, М. Ю. Лермонтова, М. Горького, В. В. Маяковського.